# Dario Rota
Dario Rota (ur. 4 lutego 1971) – szwajcarski piłkarz występujący na pozycji obrońcy.

## Kariera klubowa
Rota karierę rozpoczynał w 1990 roku w trzecioligowym klubie FC Mendrisio Stabio. W 1994 roku przeszedł do drugoligowego FC Chiasso. W 1996 roku odszedł do innego drugoligowego zespołu, FC Locarno, gdzie spędził 1,5 roku. Na początku 1998 roku trafił do pierwszoligowego FC Lugano. Przez 4 lata w jego barwach rozegrał 131 spotkań i zdobył 2 bramki.
W 2002 roku Rota przeniósł się do FC Luzern, także grającego w ekstraklasie. Występował w nim przez 2 lata. Potem wrócił do FC Lugano, noszącego już nazwę AC Lugano i grającego w drugiej lidze. Tym razem spędził tam 3 lata. W 2007 roku ponownie został graczem trzecioligowego klubu FC Mendrisio Stabio. W 2009 roku zakończył tam karierę.

## Kariera reprezentacyjna
W reprezentacji Szwajcarii Rota zadebiutował 15 listopada 2000 roku w zremisowanym 1:1 towarzyskim meczu z Tunezją. W latach 2000–2001 w drużynie narodowej rozegrał 3 spotkania.